# Euro Beach Soccer League 1999
L'Euro Beach Soccer League 1999 è la 2ª edizione di questo torneo.

## Calendario
| Data                  | Paese                 | Città           | Stage   |
| --------------------- | --------------------- | --------------- | ------- |
| 22-23 maggio          | Spagna (bandiera)     | La Coruna       | Stage 1 |
| 5-6 giugno            | Italia (bandiera)     | Siracusa        | Stage 2 |
| 10-11 luglio          | Austria (bandiera)    | Vienna          | Stage 3 |
| 11-14 luglio          | Portogallo (bandiera) | Figueira da Foz | Stage 4 |
| 31 agosto-1 settembre | Italia (bandiera)     | Scoglitti       | Stage 5 |
| 19-20 settembre       | Monaco (bandiera)     | Montecarlo      | Stage 6 |

## Squadre partecipanti
- Francia
- Germania
- Italia
- Austria
- Portogallo
- Spagna

## Formato
Sono 6 le squadre che si affronteranno in altrettanti stage composti da semifinali, finalina e finale.
Ogni partita vinta vale 3 punti, se vinta ai supplementari o rigori 2. In più alla vincitrice dello stage verranno assegnati 3 punti bonus e 2 alla seconda classificata.
La somma dei punti guadagnati nei vari stage decreterà il campione finale.

## Stage

### Stage 1

#### Semifinali
| Squadra 1  | Risultato | Squadra 2 |
| ---------- | --------- | --------- |
| Portogallo | 13-3      | Italia    |
| Francia    | 7-5       | Spagna    |

#### Finale 3º-4º posto
| Squadra 1 | Risultato | Squadra 2 |
| --------- | --------- | --------- |
| Spagna    | 7-5       | Italia    |

#### Finale
| Squadra 1  | Risultato | Squadra 2 |
| ---------- | --------- | --------- |
| Portogallo | 6-2       | Francia   |

### Stage 2

#### Semifinali
| Squadra 1 | Risultato | Squadra 2 |
| --------- | --------- | --------- |
| Italia    | 6-5       | Francia   |
| Spagna    | 11-4      | Austria   |

#### Finale 3º-4º posto
| Squadra 1 | Risultato | Squadra 2 |
| --------- | --------- | --------- |
| Francia   | 5-4       | Austria   |

#### Finale
| Squadra 1 | Risultato | Squadra 2 |
| --------- | --------- | --------- |
| Spagna    | 3-2       | Italia    |

### Stage 3

#### Semifinali
| Squadra 1 | Risultato     | Squadra 2  |
| --------- | ------------- | ---------- |
| Spagna    | 7-5           | Austria    |
| Germania  | 6-6 (3-2 dcr) | Portogallo |

#### Finale 3º-4º posto
| Squadra 1 | Risultato | Squadra 2  |
| --------- | --------- | ---------- |
| Austria   | 4-3       | Portogallo |

#### Finale
| Squadra 1 | Risultato | Squadra 2 |
| --------- | --------- | --------- |
| Germania  | 4-3       | Spagna    |

### Stage 4

#### Semifinali
| Squadra 1 | Risultato | Squadra 2  |
| --------- | --------- | ---------- |
| Francia   | 5-8 10-0  | Portogallo |
| Germania  | 8-3       | Austria    |

#### Finale 3º-4º posto
| Squadra 1 | Risultato | Squadra 2  |
| --------- | --------- | ---------- |
| Austria   | 2-8 10-0  | Portogallo |

#### Finale
| Squadra 1 | Risultato | Squadra 2 |
| --------- | --------- | --------- |
| Francia   | 7-4       | Germania  |

Il Portogallo è stato squalificato dopo lo stage e gli è stata inflitta la sconfitta a tavolino per 10-0 in tutte le partite.

### Stage 5

#### Semifinali
| Squadra 1  | Risultato | Squadra 2 |
| ---------- | --------- | --------- |
| Italia     | 3-1       | Austria   |
| Portogallo | 5-1       | Germania  |

#### Finale 3º-4º posto
| Squadra 1 | Risultato | Squadra 2 |
| --------- | --------- | --------- |
| Austria   | 9-5       | Germania  |

#### Finale
| Squadra 1  | Risultato | Squadra 2 |
| ---------- | --------- | --------- |
| Portogallo | 4-1       | Italia    |

### Stage 6

#### Semifinali
| Squadra 1 | Risultato | Squadra 2 |
| --------- | --------- | --------- |
| Italia    | 7-6       | Francia   |
| Spagna    | 9-8       | Germania  |

#### Finale 3º-4º posto
| Squadra 1 | Risultato | Squadra 2 |
| --------- | --------- | --------- |
| Francia   | 6-5       | Germania  |

#### Finale
| Squadra 1 | Risultato | Squadra 2 |
| --------- | --------- | --------- |
| Spagna    | 8-7       | Italia    |

## Classifica finale
| 1 | Spagna     | 8 | 6 | 0 | 2 | 53 | 42 | +11 | 18 | 4 | 2 | 1 | 8 | 26 | Campione |
| 2 | Francia    | 8 | 5 | 0 | 3 | 48 | 37 | +11 | 15 | 4 | 1 | 1 | 5 | 20 | Secondo  |
| 3 | Portogallo | 8 | 4 | 0 | 4 | 37 | 37 | 0   | 12 | 4 | 2 | 0 | 6 | 18 | Terzo    |
| 4 | Italia     | 8 | 3 | 0 | 5 | 34 | 47 | –13 | 9  | 4 | 0 | 3 | 6 | 15 |          |
| 5 | Germania   | 8 | 2 | 1 | 5 | 41 | 48 | –7  | 8  | 4 | 1 | 1 | 5 | 13 |          |
| 6 | Austria    | 8 | 3 | 0 | 5 | 40 | 42 | –2  | 9  | 4 | 0 | 0 | 0 | 9  |          |